# Rio Groapa (Latoriţa)
O Rio Groapa (Latoriţa) é um rio da Romênia, afluente do Repedea, localizado no distrito de Vâlcea.